# Monte TI

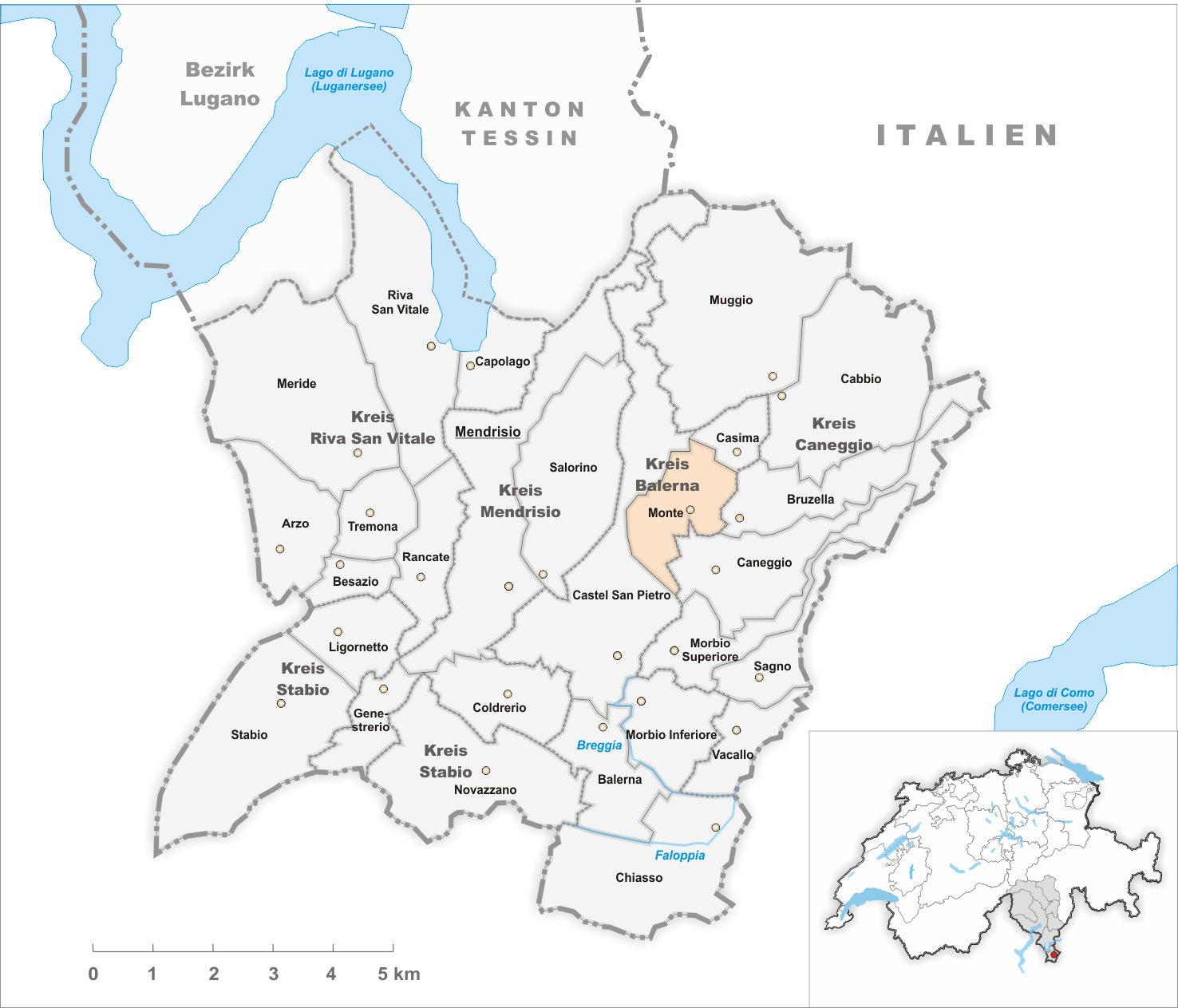
Gemeindestand vor der Fusion am 4. April 2004

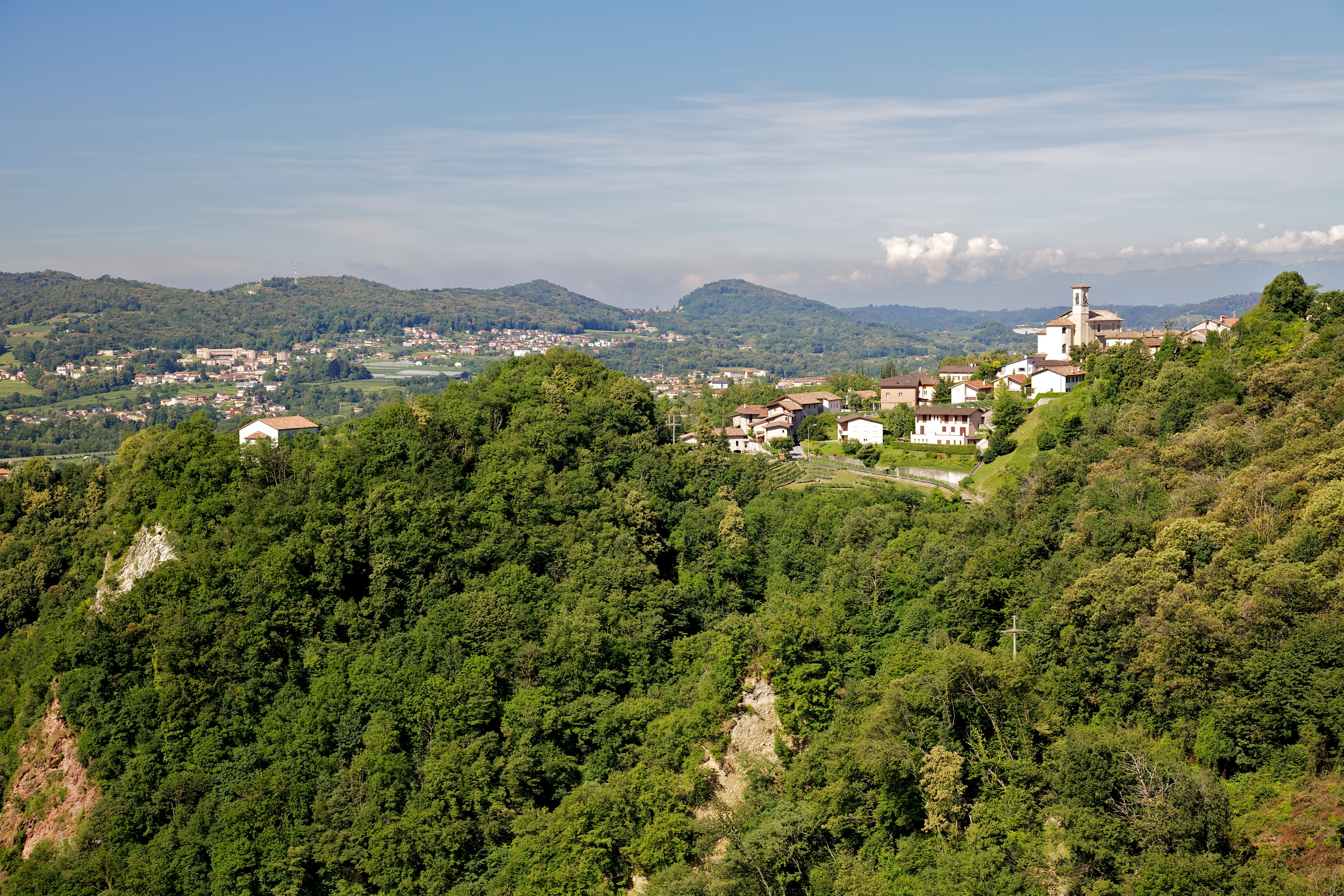
Castel San Pietro

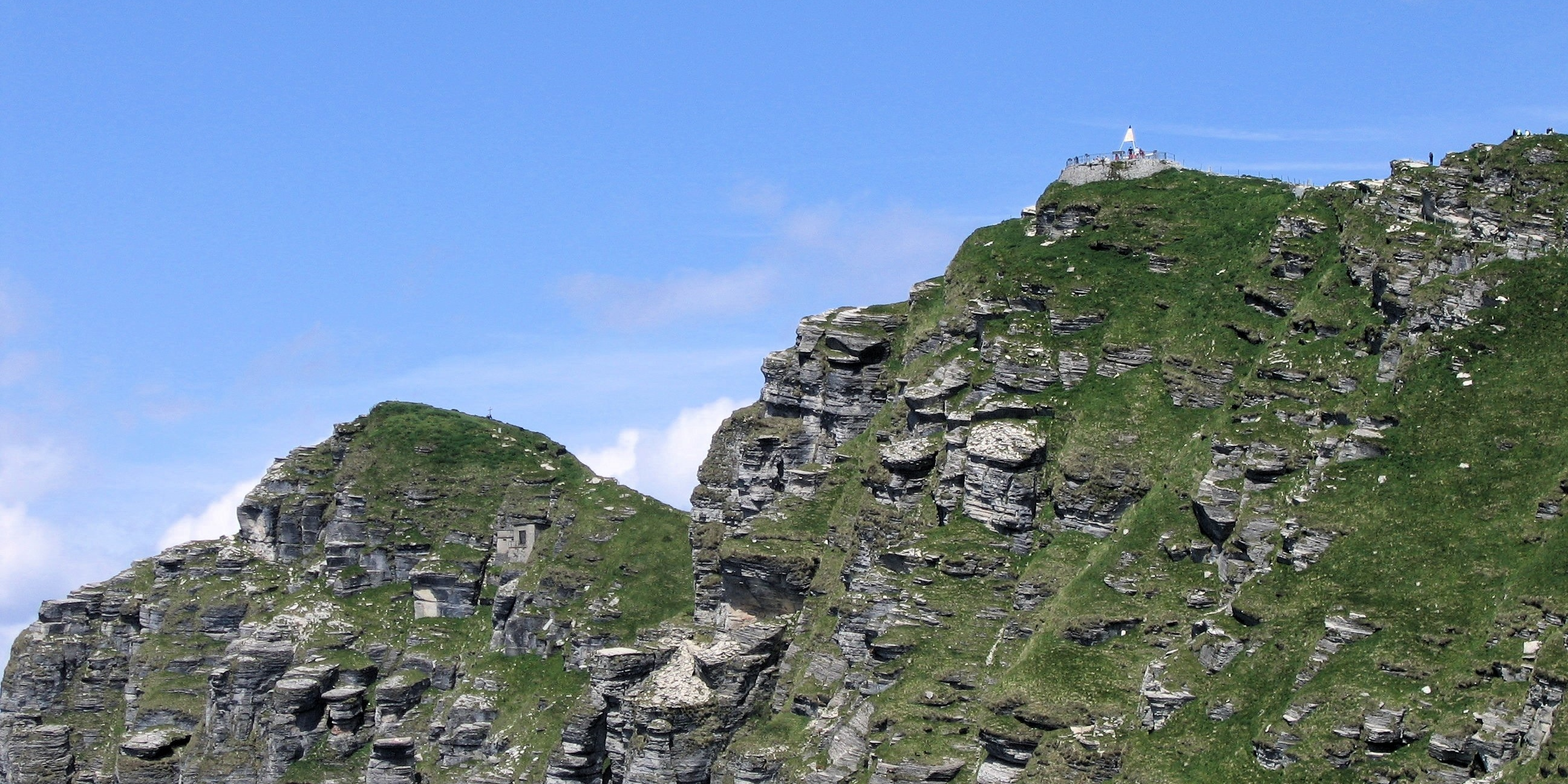
Monte Generoso Kulm

Monte ist eine Ortschaft in der Tessiner Gemeinde Castel San Pietro. Bis zum 4. April 2004 bildete sie eine eigene politische Gemeinde.

## Geographie
Das Dorf ist eine geschlossene Siedlung auf der rechten Seite des Valle di Muggio.

## Geschichte
Das Dorf wurde erstmals 1420 als de Monte erwähnt. Ursprünglich der Talschaft Valle di Muggio zugehörig und dann bis 1609 gebietsmässig mit Bruzella vereinigt, war das Dorf im Mittelalter dem Bischof von Como zehntpflichtig und gehörte zunächst zur Mutterkirche Balerna. 1821 wurde es zur eigenen Pfarrei erhoben. Die einst selbständige politische Gemeinde vereinigte sich 2004 mit der bisherigen Gemeinde Casima sowie der bislang zur Gemeinde Caneggio gehörenden Fraktion Campora zur neu gebildeten politischen Gemeinde Castel San Pietro.

## Bevölkerung
Einwohnerzahlen: Volkszählungsdaten

## Sehenswürdigkeiten
Das Dorfbild ist im Inventar der schützenswerten Ortsbilder der Schweiz (ISOS) als schützenswertes Ortsbild der Schweiz von nationaler Bedeutung eingestuft.
- Pfarrkirche Sant’Antonio abate, erwähnt 1582, mit Stuckarbeiten (Rocaille) und Marmoraltar (1753) aus Arzo[4]
- Beinhaus (17. Jahrhundert) mit Stuckarbeiten (Rocaille)[4]
- Pfarrhaus (17. Jahrhundert)[4]
- Oratorium San Filippo Benizzi, Architekt: Luigi Folatelli, mit Gemälde Madonna mit dem Kinde (17. Jahrhundert)[4]
- Wohnhaus Binaghi mit Stuckarbeit Heilige Familie an der Fassade[4]
- Wohnhaus Bulla mit Stuckarbeit Heilige Familie an der Fassade[4]

In den frühen 2020er-Jahren wertete das Architekturbüro von Tiziano Schürch und Rina Rolli den Ort gezielt mit feinen Interventionen für alte und junge Menschen auf. Die deutsche Architekturzeitschrift Bauwelt zeichnete den Eingriff 2023 mit ihrem Preis für Erstlingswerke aus.

## Persönlichkeiten
- Künstlerfamilie Agustoni[6][7]
  - Lazaro Agustoni (um 1570–1642), Architekt der Spätgotik und des Frühbarock, wirkte vor allem in den geistlichen Territorien im heutigen Süden des Heiligen Römischen Reiches
  - Domenico Agustoni (* 1606 in Monte; † 1681 in Prag), Polier in Prag[6]
  - Giacomo Agustoni senior (* 1624 in Monte; † 1701 in Pilsen), Architekt[6]
  - Giacomo Agustoni alias Jakub Auguston (* 1668 in Monte; † 3. Februar 1735 in	Pilsen), ein Schweizer Architekt, in Westböhmen tätig[8]
  - Antonio Agustoni (* 1669 in Monte; † 1729 in Kopenhagen), Stuckateur ab 1696 in Kopenhagen nachweisbar, tätig 1706 im Schloss Rosenborg[9][6]
  - Pietro Agustoni (* um 1730 in Monte?; † nach 1790 in Montecchio?), Architekt[6]

- Domenico Bossi (* um 1570 in Monte; † 1644 in Prag), ein Schweizer Architekt[10]
- Santino Bossi (* um 1603 in Monte; † 1673 in Prag), Architekt, Ingenieur und Wohltäter[11]
- Jacques Cometti (* 23. Oktober 1863 in Monte; † 1. Januar 1938 in Turin), Künstler, Bildhauer und Innenarchitekt, Lehrer am Industriemuseum von Turin und Schriftsteller, wohnhaft in Monte.[12]